# Lima lima
Lima lima är en musselart som först beskrevs av Carl von Linné 1758.  Lima lima ingår i släktet Lima och familjen filmusslor. Inga underarter finns listade i Catalogue of Life.

## Bildgalleri

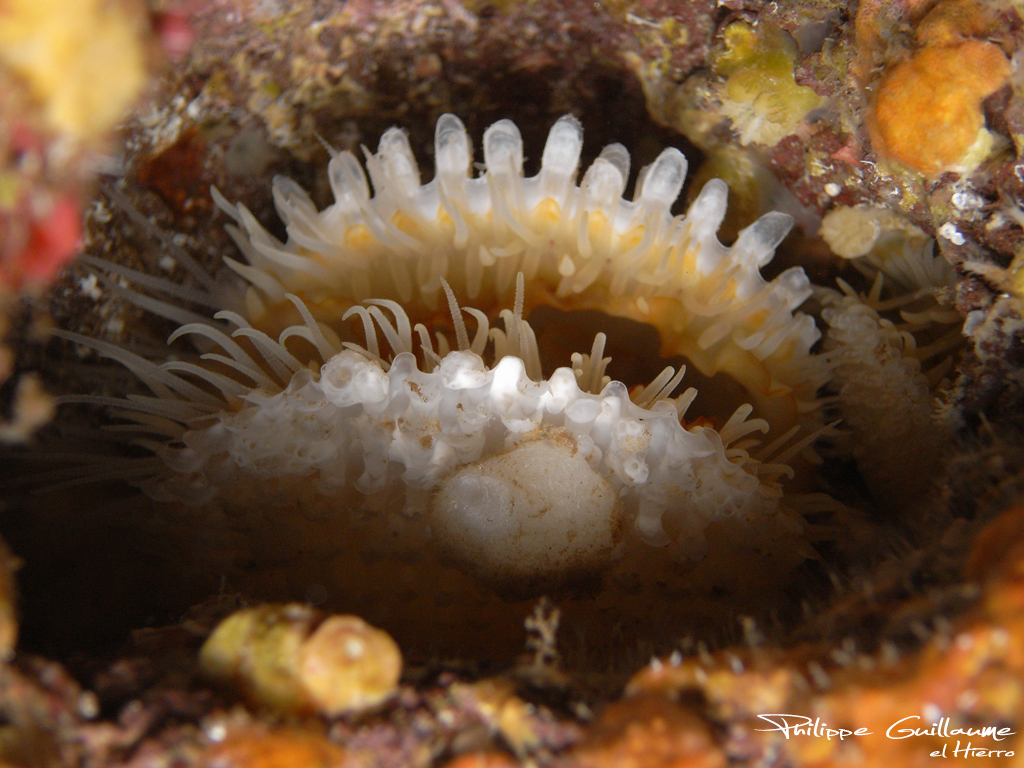
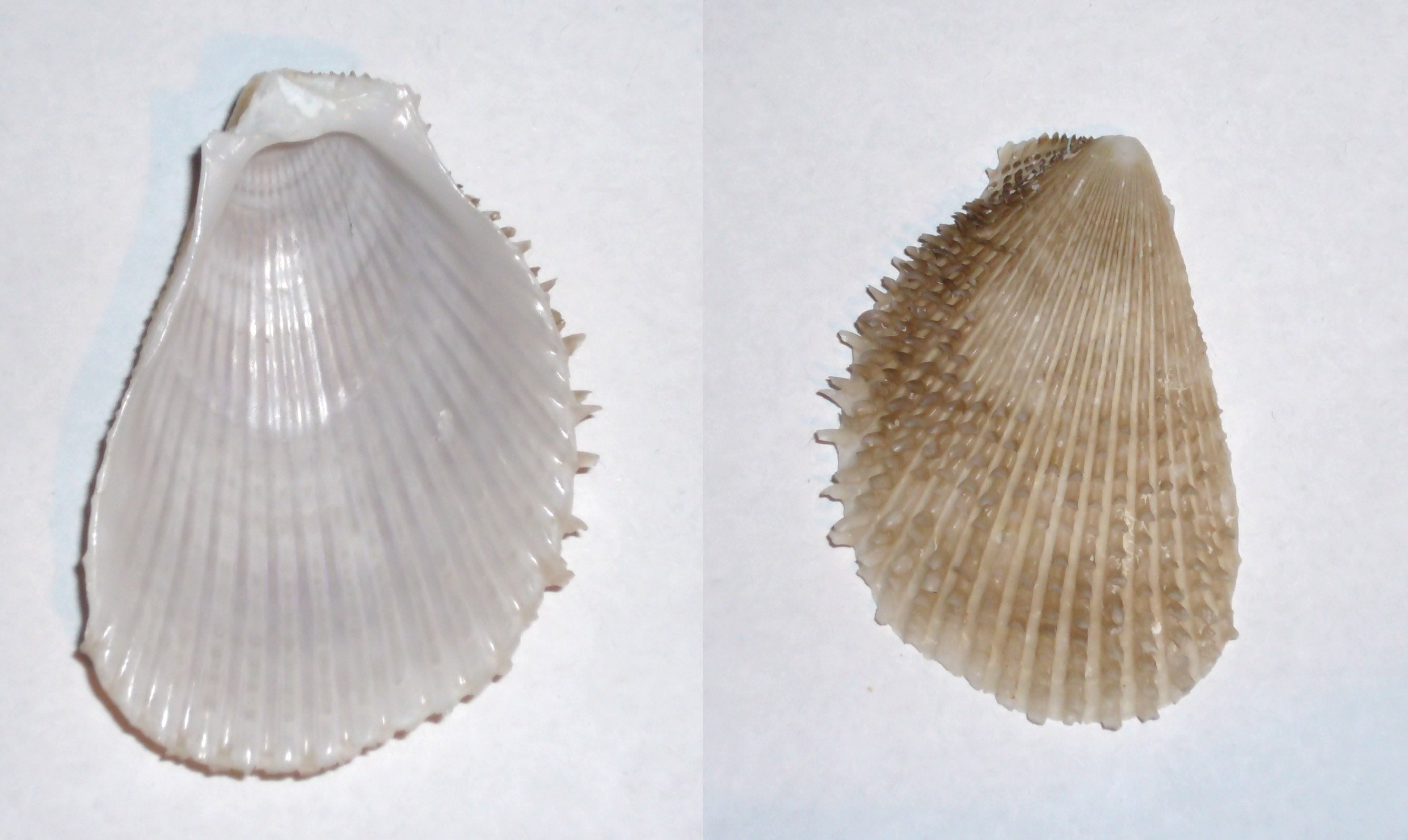